# Le Hanouard
Le Hanouard és un municipi francès situat al departament del Sena Marítim i a la regió de Normandia. L'any 2007 tenia 218 habitants.

## Demografia

### Població
El 2007 la població de fet de Le Hanouard era de 218 persones. Hi havia 82 famílies de les quals 20 eren unipersonals (8 homes vivint sols i 12 dones vivint soles), 27 parelles sense fills, 27 parelles amb fills i 8 famílies monoparentals amb fills.
La població ha evolucionat segons el següent gràfic:
Habitants censats

### Habitatges
El 2007 hi havia 107 habitatges, 84 eren l'habitatge principal de la família, 16 eren segones residències i 7 estaven desocupats. 102 eren cases i 2 eren apartaments. Dels 84 habitatges principals, 45 estaven ocupats pels seus propietaris, 38 estaven llogats i ocupats pels llogaters i 1 estava cedit a títol gratuït; 2 tenien dues cambres, 10 en tenien tres, 31 en tenien quatre i 42 en tenien cinc o més. 74 habitatges disposaven pel capbaix d'una plaça de pàrquing. A 41 habitatges hi havia un automòbil i a 33 n'hi havia dos o més.

### Piràmide de població
La piràmide de població per edats i sexe el 2009 era:
| Homes | Edats   | Dones |
| ----- | ------- | ----- |
| 0     | 95 o +  | 0     |
| 0     | 90 a 94 | 0     |
| 0     | 85 a 89 | 4     |
| 4     | 80 a 84 | 0     |
| 0     | 75 a 79 | 0     |
| 0     | 70 a 74 | 8     |
| 12    | 65 a 69 | 0     |
| 4     | 60 a 64 | 8     |
| 4     | 55 a 59 | 4     |
| 16    | 50 a 54 | 12    |
| 12    | 45 a 49 | 12    |
| 8     | 40 a 44 | 8     |
| 8     | 35 a 39 | 4     |
| 16    | 30 a 34 | 12    |
| 12    | 25 a 29 | 4     |
| 12    | 20 a 24 | 12    |
| 8     | 15 a 19 | 12    |
| 32    | 10 a 14 | 16    |
| 20    | 5 a 9   | 0     |
| 8     | 0 a 4   | 0     |

## Economia
El 2007 la població en edat de treballar era de 145 persones, 95 eren actives i 50 eren inactives. De les 95 persones actives 77 estaven ocupades (46 homes i 31 dones) i 19 estaven aturades (5 homes i 14 dones). De les 50 persones inactives 11 estaven jubilades, 17 estaven estudiant i 22 estaven classificades com a «altres inactius».

### Ingressos
El 2009 a Le Hanouard hi havia 88 unitats fiscals que integraven 235 persones, la mediana anual d'ingressos fiscals per persona era de 16.029 €.

### Activitats econòmiques
Dels 10 establiments que hi havia el 2007, 1 era d'una empresa alimentària, 1 d'una empresa de fabricació d'altres productes industrials, 1 d'una empresa de construcció, 2 d'empreses d'hostatgeria i restauració, 3 d'empreses immobiliàries i 2 d'empreses de serveis.
Dels 3 establiments de servei als particulars que hi havia el 2009, 1 era un electricista, 1 restaurant i 1 agència immobiliària.
L'any 2000 a Le Hanouard hi havia 6 explotacions agrícoles que ocupaven un total de 183 hectàrees.

## Poblacions més properes
El següent diagrama mostra les poblacions més properes.